# 聟島列島
聟島列島（むこじまれっとう）は、小笠原諸島にある、聟島、嫁島、および、その周辺の島嶼から成る列島。小笠原諸島の最も北に位置し、全ての島が無人島である。

## 聟島列島を構成する島や岩など
- 北之島 - 面積0.14㎞2、世界遺産（登録 1362-001）
- 聟島列島の北端、最大標高52m
  - 中ノ島 - 北ノ島の東側、2つの岩礁からなり、南側の岩礁の最大標高73m
  - 北西小島、西小島、南西小島
  - 一ノ岩、二ノ岩（標高7m）、三ノ岩、四ノ岩（標高2m）、五ノ岩

- 北ノ島の北東、遠い順に命名されている
  - 笹魚島 - 「ささよしま」、北ノ島の東側、2つの岩礁からなり最大標高29m
- 聟島 （別名：ケーター島） - 面積 2.57km2、世界遺産（登録1362-002）
  - 初寝 - 南浜に面したかつての集落跡　
  - 大山 - 標高88m
  - 象頭山 - 標高81m
  - 蛸岩 - 聟島の北東、標高3m
  - 鳥島 - 聟島の西岸沖、標高33m
  - 針之岩 - 聟島と媒島の中間、標高136m
  - 畳岩 - 針之岩と媒島の中間、標高3m
- 媒島 - 面積 1.37km2、世界遺産（登録 1362-003）
  - 屏風山 - 標高155m
  - 剣山 - 標高121m
  - 眼鏡岩 - 媒島の北岸沖、標高74m
  - 鳥島 - 媒島の西岸沖の岩礁、標高55m
- 嫁島 - 面積 0.81km2 、世界遺産（登録 1362-004）
- 聟島の南南東、聟島とは約13㎞離れている
  - （無名山） - 最大標高105m
  - （無名山） - 三角点標高67m、
  - 後島 - 嫁島の東岸沖、標高67m
  - 後東小島 - 後島の東岸沖
  - 前島 - 嫁島の南西岸沖、標高128m

- 前島の南側に聟島列島の南端となる岩礁（前南小島）がある

## 生物相
生物の多い陸地から遠く離れているために独自の生物相が存在した。かつては森林に覆われていたと考えられているが、人間の入植で持ち込まれたヤギやクマネズミなどの外来生物によって在来の生物相が破壊された。聟島や媒島に生息していたムコジマメグロは1930年以降確認されておらず、絶滅したとされる。
1990年代後半から野生化したヤギなどの駆除をはじめ、2000年代初頭にはいずれの島でも根絶された。聟島ではクマネズミも根絶されている。根絶は在来動植物の回復に効果が出ている。

### アホウドリの繁殖地形成計画
アホウドリの繁殖地である鳥島は日本有数の活火山であり繁殖地が破壊される可能性があるため、聟島に新たな繁殖地を人為的に設ける計画が2006年から進められている。ミッドウェー島と聟島列島内の聟島が候補地に挙がったが、聟島には島の西部から属島の鳥島にかけて既にクロアシアホウドリやコアホウドリが生息していること、聟島列島は濫獲以前のアホウドリの繁殖地のひとつであり火山噴火の恐れがないこと、2000年にアホウドリが飛来し営巣していたことなどを理由として選定された。
計画は2008年からの5年間で、鳥島で産まれたアホウドリの雛の一部を聟島に運んで育て、聟島を新たな繁殖地として認識させるもので、成鳥の模型で島内への誘引をはかり、偽物の卵を置くことで戻ったつがいの産卵を促している。5年間でのべ70羽のひなを移送し、死んだ1羽をのぞく69羽すべてが巣立った。2012年に巣立った14羽のうち6羽には発信器が取り付けられており、今後の行動について追跡調査が行われる。
2011年ごろからは聟島に人工飼育個体の帰還が始まり、2011年2月に2008年に放鳥したうちの1羽が聟島に戻っているのが目撃され、その後も徐々に帰還し、2011年5月時点で計7羽、2012年12月時点では、2008年から2009年にかけて旅立った25羽のうちの12羽が帰島した。
2012年12月になり、NHKのカメラによってつがいが産卵していることが確認されていたが、孵化はせず未受精卵だったと考えられる。2013年12月13日、2012年に産卵したのと同じつがいが産卵しているのが確認された。聟島での産卵は2年連続となり、順調にいけば、翌年1月に孵化するものとみられていたが、孵化予定だった2014年1月12日に山階鳥類研究所の研究員が実地調査したところ、無精卵で腐敗していることが判明した。
一方2014年5月12日にはアホウドリと見られる雛を発見したと発表され、東京都はアホウドリの可能性が高いとした。分析に当たった北海道大は伊豆鳥島由来のものだとしていたが2015年2月、環境省や東京都などの調査で媒島に生息するアホウドリのつがいが発見され、山階鳥類研究所がこのつがいの羽毛のDNAを研究機関で解析したところ、2014年5月に発見された雛の羽のDNAと共通点が見つかり、親子関係が証明された。このつがいは小笠原への繁殖地形成計画で聟島に移送した個体と鳥島の個体とみられる。これは繁殖地形成計画の初めての成果となり、また小笠原諸島でのアホウドリの繁殖が確認されたのは戦後初となった。
2015年1月下旬からは、既に置かれている成鳥の模型に加え、生後30日のひなを忠実に再現した模型10体（京都市の西尾製作所製）が設置された。
2016年1月15日、聟島北西部でアホウドリの雛が初確認されたことが発表された。このアホウドリは2012年以来営巣していたオスの個体で、メスは列島外の野生個体と見られている。また嫁島でもひなが育っている事が確認され、聟島列島全体で2つがいの繁殖が行われたことが確認された。雛は順調に育ち5月14日には巣立ちが確認されたと発表された。2017年には聟島で繁殖が成功し、2014年に媒島から飛び立った輸送個体の子世代の帰還も確認された。2018年も同様に繁殖と巣立ちが確認され、以前媒島で繁殖していたつがいも聟島で産卵していることも確認された
2022年には聟島生まれの個体が繁殖しているのが確認されており孫世代も誕生している。